# KkStB 23 sorozat
A Vorarlberger Bahn 1–6, 7"–9" egy gyorsvonati szerkocsis gőzmozdonysorozat volt a Vorarlberger Bahn-nál.
A Vorarlberger Bahn 1872-ben hat mozdonyt vásárolt ebbe a sorozatba (Nr. 1–6) a Krauss müncheni gyárától és hármat 1876-ban a StEG mozdonygyárától (Nr. 7"–9"). A mozdonyoknak a kor szokása szerint nevei is voltak: az 1-6 a BREGENZ, BLUDENZ, FELDKIRCH, DORNBIRN, FRASTANZ, HOHENEMS, a 7"–9" pedig az INNSBRUCK, BODENSEE és ARLBERG neveket viselte.
A vasút 1885-ös államosítása után a sorozatot az osztrák cs. kir. Államvasutak (k.k. österreichischen Staatsbahnen, kkStB) átszámozta. Az 1-6 a 11 sorozatjelet kapott, a 7"–9"  pedig a 23.01-03 pályaszámokat. 1891-ben (a kazáncsere után) a 11-esek 24.04-09 pályaszámokat kaptak, miközben a kazán méretei jelentősen különböztek a régiektől.
Az első világháború után már csak négy db került a BBÖ állományába, ahol 1930-ig selejtezték őket. Egy mozdony az Olasz Államvasutakhoz (FS) került az FS 121 sorozatba. Ezt 1922-ben selejtezték.

## Fordítás
Ez a szócikk részben vagy egészben  a   Vorarlberger Bahn 1–6, 7"–9" című német Wikipédia-szócikk fordításán alapul.  Az eredeti cikk szerkesztőit annak laptörténete sorolja fel. Ez a jelzés csupán a megfogalmazás eredetét és a szerzői jogokat jelzi, nem szolgál a cikkben szereplő információk forrásmegjelöléseként.